# Daniel Patrick Moynihan
Daniel Patrick «Pat» Moynihan (16 de març de 1927 - 26 de març de 2003) va ser un polític i sociòleg nord-americà.
Membre del Partit Demòcrata, va ser elegit per primera vegada al Senat dels Estats Units per Nova York el 1976, i va ser reelegit en tres ocasions (el 1982, 1988 i 1994). Va renunciar a concórrer a la reelecció el 2000. Abans dels seus anys al Senat, Moynihan va ser Ambaixador dels Estats Units davant les Nacions Unides i a l'Índia, i va ser membre de quatre administracions presidencials successives, començant amb l'administració de John F. Kennedy, i continuant a través de la de Gerald Ford.
Llei de Moynihan
Daniel Patrick Moynihan afirma que el respecte pels drets humans per part d'un estat segueix, paradoxalment, una funció inversa al nombre de denúncies relatives als drets humans que es registren:
« El nombre de violacions dels drets humans en un país és sempre una funció inversament proporcional al nombre de denúncies per violacions dels drets humans rebudes d’aquest país. Com més gran és el nombre de denúncies presentades, millor estan protegits els drets humans en aquell país. »
De fet, els països on els drets humans són més severament vulnerats són també aquells on la llibertat d'expressió, la llibertat de premsa i la justícia es veuen més afectades. D’altra banda, el nombre de denúncies presentades també depèn de les possibilitats percebudes de ser escoltat i de rebre una reparació.
Aquest fenomen es coneix amb el nom de «llei de Moynihan» o «síndrome de Moynihan».